# مسافة أمان (مسلسل)
مسافة أمان مسلسل تلفزيوني سوري درامي عٌرض لأول مرة في رمضان 2019.

## القصة
يتناول العمل حياة الإنسان اليومية بعد الحرب، حيث يتطرق إلى موضوعات الحب والحياة والاجتهاد والآمال، وآثار الحرب وما خلفته على الحياة والمجتمع.

## طاقم العمل
- عبدالمنعم عمايري
- سلافة معمار
- قيس شيخ نجيب
- حلا رجب
- كاريس بشار
- نادين تحسين بك
- جرجس جبارة
- وفاء موصللي
- هيا مرعشلي

## هوامش
- كان المسلسل يحمل اسم (أرض محروقة)، إلا إنه تقرر بعد ذلك تغيير اسمه ليصبح (مسافة أمان) وذلك لإبعاد إيحاء الحرب عن العمل وهذا القرار كان بالتنسيق بين الشركة المنتجة والكاتبة.

## وصلات خارجية
- صفحة مسلسل مسافة أمان على موقع السينما.كوم